# 스타디오 아르테미오 프란키 (시에나)
스타디오 아르테미오 프란키(Stadio Artemio Franchi) 구장은 이탈리아 시에나에 위치한 축구 경기장이다. 로부르 시에나의 홈 경기가 이 곳에서 열린다.
본 경기장은 2007년 9월 12일부터 2013년 12월까지 반카 몬테 데이 파스키 디 시에나 은행과의 후원 협정으로 "몬테파스키 아레나"라는 명칭이 공식명에 추가됐었다. 이는 이탈리아에서 두번째로 후원사의 이름을 경기장에 붙인 경우다(첫 사례는 레조넬에밀리아 소재의 스타디오 질리오).